# Mohamed Najib Boulif
Mohamed Najib Boulif (en arabe: محمد نجيب بوليف), né à Tanger le 1er janvier 1964, est un homme politique marocain, député depuis 2002 de sa ville natale, sous l'étiquette du Parti de la justice et du développement. Le 3 janvier 2012, il a été nommé ministre délégué auprès du Chef du gouvernement Chargé des Affaires générales et de la Gouvernance dans le gouvernement Benkirane.
Le 5 avril 2017, il est nommé secrétaire d'État auprès du ministre de l'Équipement, du Transport, de la Logistique et de l’Eau, chargé du transport dans le gouvernement El Othmani.

## Formation et carrière professionnelle
Mohamed Najib Boulif est docteur en sciences économiques de l'Université Paris II Panthéon-Assas. Également titulaire d'un Doctorat d'État en sciences économiques de l'Université Sidi Mohamed Ben Abdellah à Fès en 1996, il est professeur à l'université de droit de Tanger.